# Зуферс
Зуферс (нем. Sufers) — коммуна в Швейцарии, в кантоне Граубюнден. Входит в состав округа Хинтеррайн. Население составляет 126 человек (на 31 декабря 2006 года). Официальный код — 3695.

## История
В летописях впервые упомянут в 831 году под названием Зубере (нем. Subere).

## География
Коммуна занимает площадь в 34,6 км². Из этой территории 13,4% используются для сельскохозяйственных нужд, 23,8% покрыты лесами. Обитаемая территория — 1,2% (здания и дороги), к непродуктивной относится 61,6% (реки, ледники, горы). До 2017 года коммуна располагалась в округе Хинтеррайн, подокруге Райнвальд. С 2017 года относится к региону Виамала. Классифицируется как хауфендорф (небольшая деревня, выстроенная вокруг центральной площади). В 1962 году на реке Хинтеррайн выстроена дамба, благодаря которой появилось водохранилище Зуфнерзее.

## Население
По состоянию на 31 декабря 2018 года в Зуферсе проживали 144 человека. 3,1% населения — иностранцы. За последние 10 лет зафиксировано снижение численности населения на 6,6%. В 2000 году доля мужчин составляла 52%, женщин — 48%.
На парламентских выборах 2007 года 57,3% поддержали Швейцарскую народную партию, 19,3% — Свободн-демократическую партию, 2,1% — Христианско-демократическую народную партию. В коммуне около 77,8% (возраст от 25 до 64 лет) населения имеют среднее или высшее образование. Рейтинг безработицы — 0,29%; 26 человек заняты в первичном секторе экономики (9 предприятий), 12 человек во вторичном секторе (3 предприятия), 27 человек — в третичном секторе (7 предприятий).

### Численность
| Динамика численности населения |           |
| Год                            | Население |
| 1690                           | 186       |
| 1807                           | 224       |
| 1850                           | 184       |
| 1900                           | 104       |
| 1950                           | 124       |
| 2000                           | 115       |
| 2010                           | 126       |

| Распределение по возрасту |           |       |
| Возрастная группа         | Население | Доля  |
| До 9 лет                  | 14        | 12,2% |
| От 10 до 14 лет           | 11        | 9,6%  |
| От 15 до 19 лет           | 4         | 3,5%  |
| От 20 до 29 лет           | 11        | 9,6%  |
| От 30 до 39 лет           | 18        | 15,7% |
| От 40 до 49 лет           | 10        | 8,7%  |
| От 50 до 59 лет           | 17        | 14,8% |
| От 60 до 69 лет           | 12        | 10,4% |
| От 70 до 79 лет           | 10        | 8,7%  |
| От 80 до 89 лет           | 8         | 7%    |

### Языки
По данным на 2000 год, 91,3% населения указали своим родным языком немецкий, 4,3% — сербохорватский, 3,5% — ретороманский.
| Языки в коммуне Зуферс |       |         |       |         |       |         |
| Языки                  | 1980  | 1980    | 1990  | 1990    | 2000  | 2000    |
| Языки                  | Число | Процент | Число | Процент | Число | Процент |
| Немецкий               | 105   | 92,11%  | 104   | 93,69%  | 105   | 91,30%  |
| Ретороманский          | 3     | 2,63%   | 1     | 0,9%    | 4     | 3,48%   |
| Население              | 114   | 100%    | 111   | 100%    | 115   | 100%    |